# Moerasplantenboorder
De moerasplantenboorder (Globia algae, voorheen geplaatst in de geslachten Archanara en Capsula) is een nachtvlinder uit de familie van de uilen, de Noctuidae.

## Beschrijving
De voorvleugellengte bedraagt tussen de 14 en 18 millimeter. De grondkleur van de voorvleugels is oranjebruin. Over de vleugel loopt een korte zwarte veeg in de lengterichting, langs de achterrand van de vleugel loopt een rij stipjes. De apex is vrij scherp. De achtervleugel is wittig met veel donkere bestuiving en een donkere dwarsband. Vrouwtjes zijn iets groter dan mannetjes.

## Waardplanten
De moerasplantenboorder gebruikt lisdodde, gele lis en mattenbies als waardplanten. De rups is te vinden van april tot augustus. De soort overwintert als ei.

## Voorkomen
De soort komt verspreid over een groot deel van Europa en van Turkije tot de Kaukasus voor.

### In Nederland en België
De moerasplantenboorder is in Nederland een zeldzame en in België een zeer zeldzame soort, die verspreid over het hele gebied kan worden waargenomen. De vlinder kent één generatie die vliegt van halverwege juli tot en met september.